# Daniel Maldini
Daniel Maldini (ur. 11 października 2001 w Mediolanie) – włoski piłkarz występujący na pozycji pomocnika, reprezentant Włoch.

## Kariera klubowa
Swoją karierę w piłce seniorskiej rozpoczął od sezonu 2019/20, został wówczas przesunięty do seniorskiej kadry Milanu. Pierwszy raz w kadrze meczowej znalazł się 23 listopada 2019 na mecz domowy przeciwko Napoli. Ostatecznie nie pojawił się na boisku w trakcie tego spotkania. Debiut w dorosłej drużynie Milanu zaliczył 2 lutego 2020 w spotkaniu z Hellasem Verona, zastępując pod koniec meczu Samuela Castillejo.
15 września 2021 zadebiutował w rozgrywkach Ligi Mistrzów, w meczu przeciwko Liverpoolowi wszedł w 83. minucie, zastępując Ante Rebicia. Milan przegrał to spotkanie 3:2.
Pierwszą bramkę w Serie A zdobył 25 września 2021 w meczu przeciwko Spezii Calcio. 

## Kariera reprezentacyjna
Swój debiut w młodzieżowej reprezentacji Włoch U-18 zaliczył 22 marca 2019 roku w meczu towarzyskim przeciwko rówieśnikom z Holandii. W późniejszym czasie zaliczył również występy w zespołach U-19 oraz U-20. Swoje debiuty w tych drużynach zaliczył odpowiednio: 14 sierpnia 2019 w meczu przeciwko Słowenii oraz 2 września 2021 w spotkaniu przeciwko Polsce.

## Życie prywatne
Jest synem Paolo Maldiniego, byłego piłkarza oraz wychowanka Milanu, oraz Adriany Fossa, modelki pochodzenia wenezuelskiego. Pochodzenie matki uprawniło go do gry w reprezentacji Wenezueli. Jego brat, Christian również został piłkarzem. Jego dziadkiem był Cesare Maldini, również piłkarz i trener Milanu.